# Poker (film)
Poker este o comedie în regia lui Sergiu Nicolaescu. Scenariul are la bază piesa de teatru cu același nume care se joacă la Teatrul de Comedie din București începând cu anul 2004. 
Filmările s-au desfășurat între 6 octombrie și 9 noiembrie 2009, în locații precum Studiourile MediaPro, Palatul Snagov, Casa Poporului, Zoo Băneasa sau Aeroportul Internațional Henri Coandă.
“Poker” marchează debutul Cătălinei Grama (Jojo) în lungmetraj.

## Sinopsis
Patru băieți chiulesc de la școală și încep să-și petreacă timpul jucând poker. Cu trecerea anilor, joaca de-a pokerul devine tot mai serioasă, consolidându-le prietenia. Ajunși la maturitate, Claudiu, Titel, Horia și Marcel trec acum drept senatorul descurcăreț, chirurgul cu relații, mafiotul întreprinzător, respectiv arhitectul plin de bani. În spatele jocurilor lor de zi cu zi, precum tranzacțiile cu cacao sau afacerile cu pitici de grădină, băieții ascund învârteli grele.
Ultimul "meci" scoate însă la iveală manevrele pe care cei patru vechi camarazi le fac unul pe la spatele celuilalt. Tradiționala lor partidă de poker se transformă repede într-o cacealmea caraghioasă la care Monica, amanta senatorului, asistă detașată. Jocul lor de-a șoarecele și pisica îi împiedică pe băieți să își dea seama că asul din mânecă n-a fost, pentru nici o clipă, în posesia vreunuia dintre ei...

## Personaje

#### Titel
Unul dintre cei patru prieteni și parteneri de poker. El este cel care peste ani ajunge să facă parte din lumea interlopă, mai întâi ca membru al unui clan mafiot, iar după un timp ca șef. Este susținut din spate de prietenul său, Claudiu, care îl ajută să nu intre în pușcărie, măsluindu-i dosarele penale pe care le are. Spală bani și nu se dă înapoi de la a crea scenarii care să-i susțină acțiunea – o creează pe mătușa Alexandrina. Titel este un om parșiv și care nu ezită să trădeze pentru a-și atinge propriile scopuri. 

#### Horia
Chirurg estetician renumit. Deține o clinică de chirurgie plastică foarte cunoscută și căutată atât de oameni obișnuiți, cât și de cei cu nevoi speciale – interlopi și prostituate care au nevoie de schimbarea integrală a fizionomiei. Astfel, o operează pe Monica și o scapă de clanul mafiot, iar după un timp îl transformă pe Agârbiceanu în Jean Constantin, lucrând însă mână în mână cu prietenul său Titel. 

#### Claudiu
Senatorul care nu mai are influența de altă dată și e îngropat în datorii. Caracter slab, este cel care se plânge de toată lumea. Claudiu îl ajuta pe Titel constant, scăpându-l de dosarele penale pe care acesta le tot acumulează. Deși în aparență el pare un om liniștit și împlinit, de fapt este măcinat de viața pe care o duce și de datoriile pe care le are.

#### Marcel
Unul dintre cei patru prieteni și parteneri de poker, cel care câștigă tot timpul. De formație architect, Marcel ajunge la maturitate să fie în America “un milionar printre atâția alții”. Acest personaj reușește să se strecoare foarte subtil prin lume – la revoluție apare la TVR alături de Dinescu și de Caramitru, apoi in Democratistan declanșează o revoluție, el urmând să devină noul prim-ministru. Marcel este foarte așteptat de prietenii săi, atât din cauză că reprezintă o provocare (el câștigă tot timpul la poker), cât și din pricina celor doua milioane de euro pe care Claudiu și Titel speră să le ia de la el.

#### Monica
O fostă prostituata a clanului Agârbiceanu, răscumparată de Horia, care o și operează, dându-i o nouă înfățișare. Deși Monica este amanta lui Claudiu, ea se culcă și cu Titel, și cu șoferul ambulanței lui Horia, ca în final să recunoască faptul că este cu Marcel. Vrea să ajungă vedetă, să prezinte meteo: “Da’ vreau și eu pe prima pagină! Vreau să fiu vedetă! Mi-ai promis,  mi-ai promis! Vreau să prezint meteo la televizor!”.

#### Agârbiceanu
Șeful clanului mafiot care, din nevoia de a scăpa de sub urmărirea autorităților, își face o operație de remodelare a feței. Horia, chirurgul care-l operează, prieten bun cu Titel (cel care vrea să-i ia locul lui Agârbiceanu), îl transformă practic în Jean Constantin. Din cauza noii înfățișări, Agârbiceanu nu mai are autoritate în fața oamenilor săi și este înlocuit de Titel. 

## Distribuție
| Numele actorului                 | Rol                |
| -------------------------------- | ------------------ |
| Horațiu Mălăele                  | Titel Pangică      |
| Valentin Teodosiu                | Claudiu Vițelaru   |
| Vladimir Găitan                  | Horia Vrăbete      |
| Ion Rițiu                        | Marcel             |
| Cătălina Grama (Jojo)            | Monica             |
| Jean Constantin, Tudorel Filimon | Agârbiceanu        |
| Vasile Muraru                    | Manole             |
| Mircea Diaconu                   | Calabrezu          |
| Mihai Bendeac                    | Cătălin            |
| Cristian Iacob                   | Șofer ambulanță    |
| Alexandrina Halic                | Mătușa Alexandrina |

## Producție
Scenariul filmului a fost scris după o piesă de taetru a lui Adrian Lustig.
Într-un interviu acordat agenției de știri NewsIn pe 4 februarie 2009, regizorul se plângea că nu dispune de bani pentru a realiza filmul Poker.

## Recepție
Filmul Poker a fost vizionat de 24.876 spectatori la cinematografele din România. El s-a clasat pe locul 2 în clasamentul celor mai vizionate filme românești din anul 2010, pe primul loc aflându-se Eu când vreau să fluier, fluier al lui Florin Șerban (cu 51.262 spectatori), în timp ce pe locul 3 s-a situat Marți, după Crăciun al lui Radu Muntean (cu 14.195 spectatori).